# Sailendra

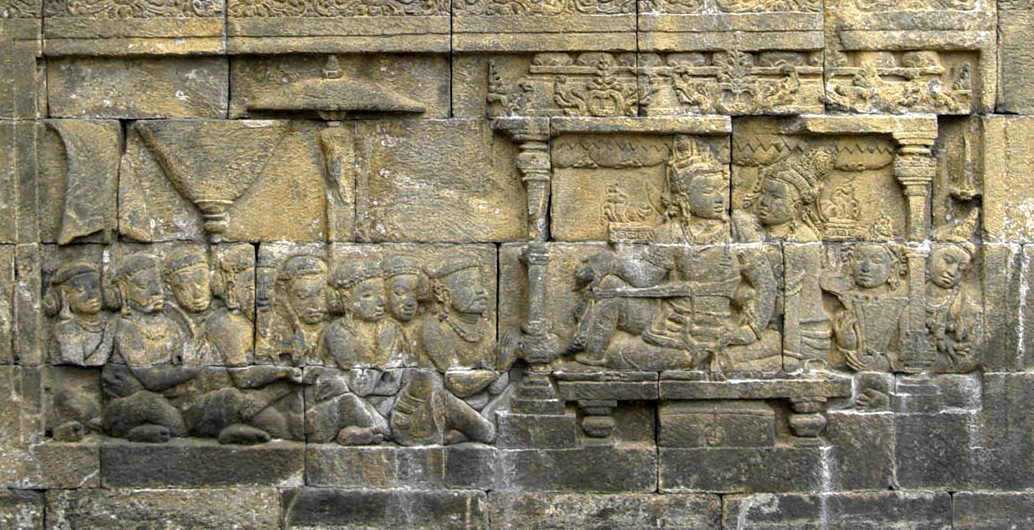
Scène à la cour de Sailendra, bas-relief du temple de Borobudur, VIIIe siècle.

La dynastie Sailendra (IAST : Śailēndra, dérivé du sanskrit Śaila et Indra, "Roi de la Montagne", aussi écrit Shailendra, Syailendra, Selendra ou Çailendra) est une dynastie indonésienne ayant régné sur l'ancien royaume de Mataram et Srivijaya, sur l'île de Java, à partir du VIIIe siècle. Leur règne est marqué par une renaissance culturelle de la région dont témoigne le temple de Borobudur, aujourd'hui classé au patrimoine mondial de l'Unesco. 
On connaît le nom de Sailendra par 3 inscriptions, trouvées en deux régions différentes :
- dans le centre de Java en Indonésie ;
- dans le sud de la Thaïlande.

## Java

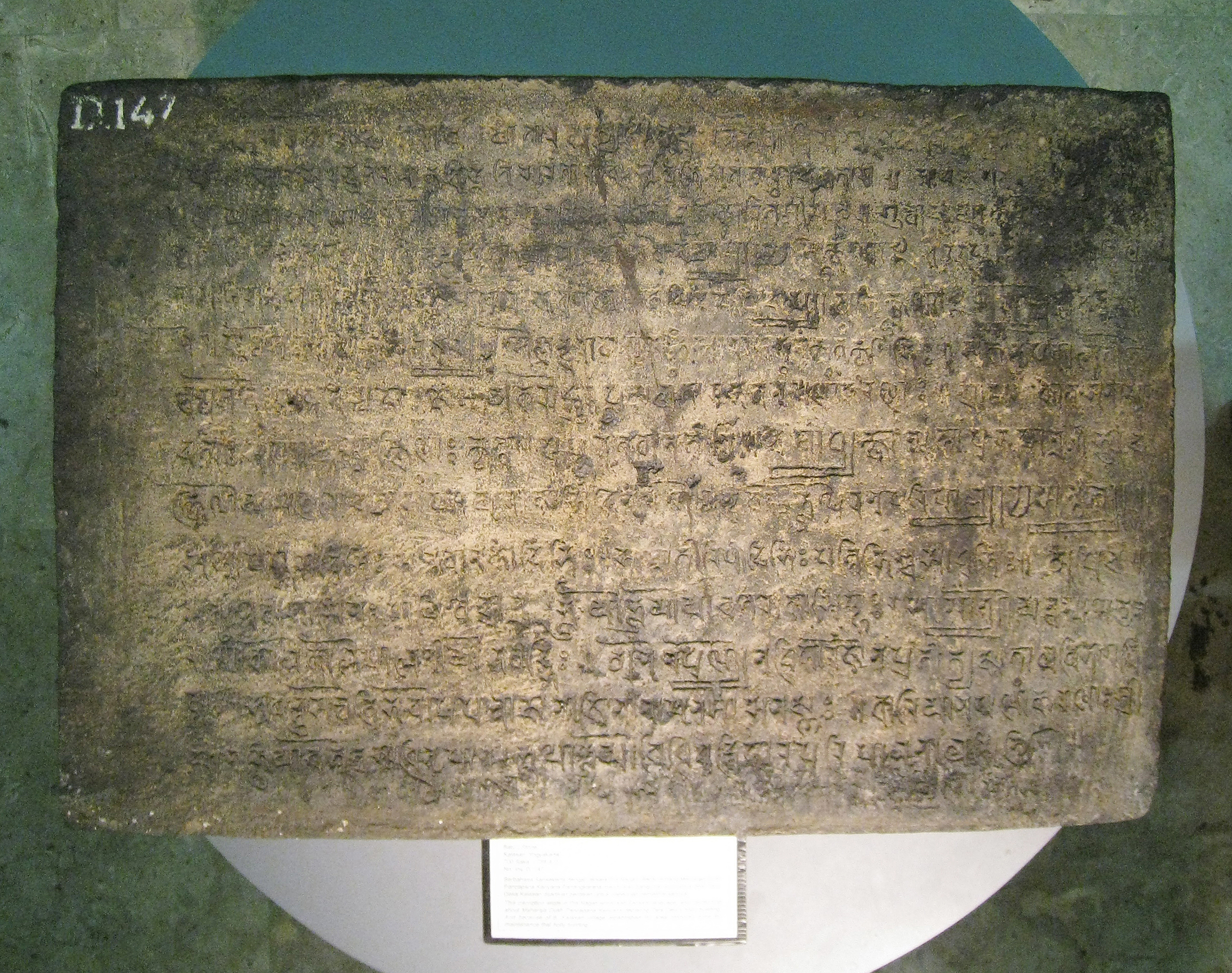
L'inscription de Kalasan

La première inscription à mentionner le nom de Sailendra a été trouvée dans le village de Sojomerto, sur la côte nord du centre de l'île, dans le kabupaten de Batang. Rédigée en vieux-malais, on l'a datée du milieu du VIIe siècle.
La deuxième inscription, trouvée près du village de Kalasan dans le centre de Java, gravée sur la pierre en écriture pré-devanagari et datée de 778, relate la fondation, dans le village de Kalaga, par un souverain Sailendra, d'un temple associé à un monastère. 
Les rois Sailendra ont régné sur une partie du centre de Java jusqu'à la fin du IXe siècle.
Pendant cette période, de nombreux monuments bouddhistes furent construits tels que :   
- Borobodur, Mendut et Pawon dans la plaine de Kedu au nord-ouest de Yogyakarta ;
- Kalasan à l'est de Yogyakarta ;
- d'autres temples proches de Yogyakarta.

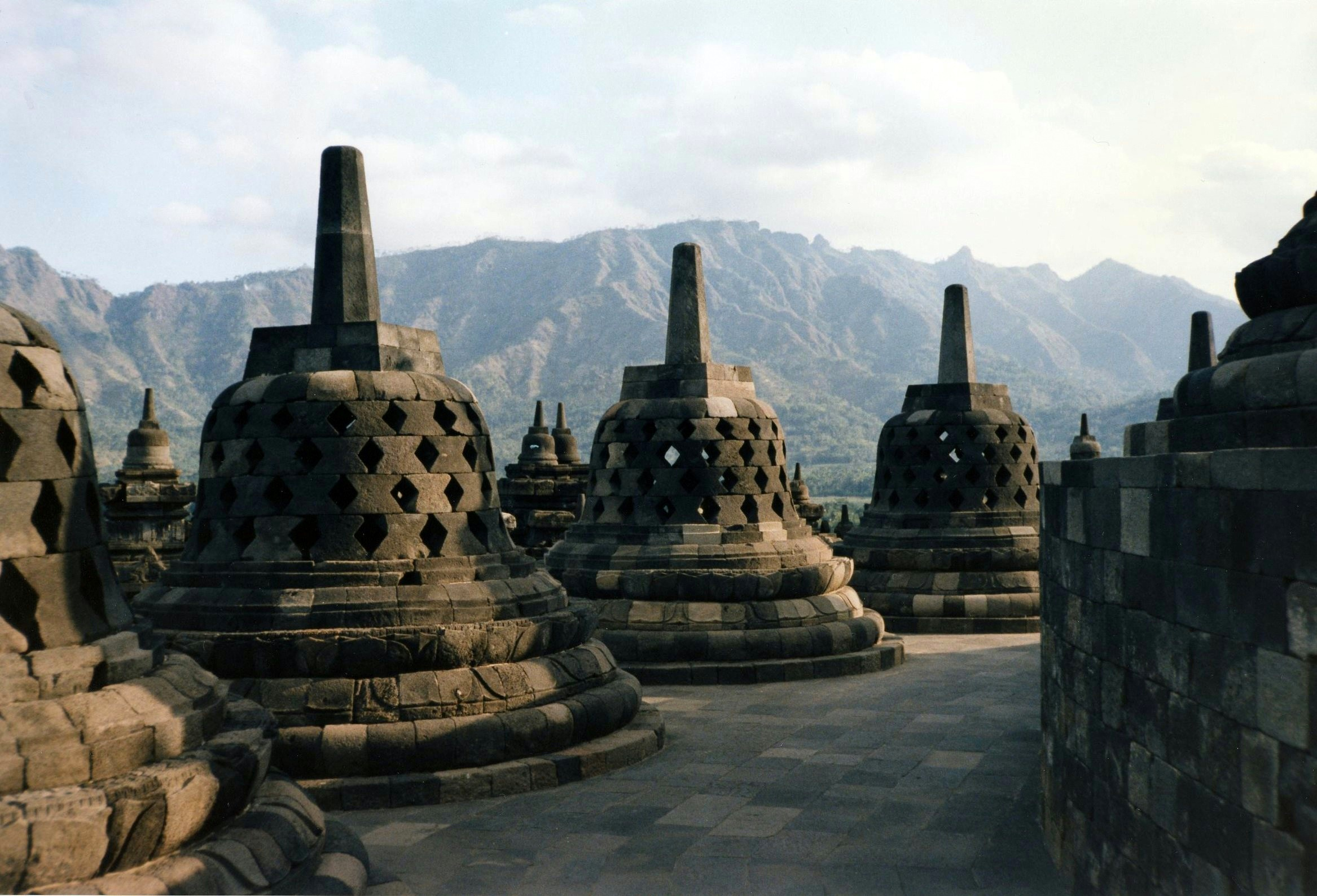
Stupas de Borobudur

De cette époque date aussi la construction de monuments shivaïtes, dont notamment Prambanan.
Quelques membres de la dynastie Sailendra :   
- Samaratungga ;
- Sri Kahulunan ou Pramodawardani, fils de Samaratungga.

## Thaïlande
Une troisième inscription est exposée au musée de la ville de Chaiya dans le sud de la Thaïlande. Datée de 697 de l'ère Saka (775 apr. J.-C.), elle figure sur une face d'une stèle et proclame qu'un roi de Sriwijaya (aujourd'hui Palembang dans le sud de Sumatra en Indonésie) a érigé un stupa à cet endroit. L'autre face mentionne le nom de Sailendra.
Le lien entre Sriwijaya, qui était une importante puissance navale et commerciale en Asie du Sud-Est, et les Sailendra n'est pas clair. Des liens semblent également avoir existé avec le Cambodge pré-angkorien.   